# Октябрьское сельское поселение (Томский район)
Октябрьское се́льское поселе́ние — муниципальное образование в Томском районе Томской области Российской Федерации.
Административный центр — село Октябрьское.

## История
Статус и границы сельского поселения установлены Законом Томской области от 12 ноября 2004 года № 241-ОЗ «О наделении статусом муниципального района, сельского поселения и установлении границ муниципальных образований на территории Томского района».

## Население
| 2002  | 2008  | 2009  | 2010  | 2011  | 2012  | 2013  | 2014  | 2015  |
| ----- | ----- | ----- | ----- | ----- | ----- | ----- | ----- | ----- |
| 2150  | ↘2118 | ↘2093 | ↗2209 | ↗2215 | ↘2192 | →2192 | ↗2208 | ↘2193 |
| 2016  | 2017  | 2018  | 2019  | 2020  | 2021  |       |       |       |
| ↘2150 | ↘2133 | ↘2118 | ↘2115 | ↘2100 | ↘1814 |       |       |       |

## Состав сельского поселения
| № | Населённый пункт | Тип населённого пункта       | Население |
| - | ---------------- | ---------------------------- | --------- |
| 1 | 129 км           | железнодорожный разъезд      | ↘0        |
| 2 | Николаевка       | деревня                      | ↘71       |
| 3 | Октябрьское      | село, административный центр | ↘1708     |
| 4 | Ущерб            | деревня                      | ↗35       |

## Местное самоуправление
Глава поселения (Глава Администрации): 
- Султанова Альфия Тагировна[15].

Председатель Совета поселения: 
- Давыдченко Елена Викторовна[15].

## Инфраструктура
Единственная в поселении школа расположена в селе Октябрьском. При ней также работают филиал художественной школы и хореографическая студия.
На территории поселения работают Октябрьский центр развития — детский сад, районная станция юных туристов, ДЮСШ, социальный приют.
В административном центре поселения работает Октябрьская районная больница № 2, имеющая в своём составе поликлинику, стационар и подстанцию медицинской помощи.
В Октябрьском поселении действуют Дом культуры и филиал центральной районной библиотеки.